# 슈니더의 정리
슈니더의 정리(Schnyder's theorem, -定理)은 그래프 이론의 정리로, 평면 그래프의 특성화를 위한 조건을 제공한다.

## 정의
그래프 {\displaystyle G}에 대하여, 인접 부분 순서 집합(영어: incidence poset) {\displaystyle P(G)}는 집합으로서 분리합집합{\displaystyle P(G)=V(G)\sqcup E(G)}이며, 다음과 같은 부분 순서를 갖는다.
{\displaystyle u\leq uv\qquad \forall uv\in E(G)}
즉, 변 {\displaystyle uv}는 그 양끝점보다 더 크다.
슈니더의 정리에 따르면, 유한 그래프 {\displaystyle G}에 대하여 다음 두 조건이 서로 동치이다.
- {\displaystyle G}는 평면 그래프이다.
- {\displaystyle P(G)}의 순서 차원 (교집합이 해당 부분순서가 되는 전순서들의 최소 수)은 3 이하이다.

## 확장
슈니더의 정리는 임의의 차원으로 확장할 수 있다.(Ossona de Mendez 1999, 2002) 일반적으로, 임의의 추상 복체(abstract simplical complex)에 대하여 이 추상 복체가 적어도 d차원 유클리드 공간에서야 기하학적으로 구현(realization)된다면, 그 면과 꼭짓점으로 위의 방법과 같이 유도한 부분 순서 집합이 많아야 1+d의 순서 차원을 가진다. 슈니더의 정리는 이 확장 형태에서 d=2인 경우이다.

## 역사
스위스의 수학자 발터 슈니더(독일어: Walter Schnyder)가 1989년에 증명하였다.